# 海老屋林之助
海老屋 林之助（えびや りんのすけ、生没年不詳）は、江戸時代末期から明治時代にかけての地本問屋・団扇問屋。

## 来歴
海老林、海寿堂と号す。姓は植木。幕末から明治期にかけて堀江町2丁目佐兵衛店また堀江町2丁目2番地で地本問屋を営業しており、歌川国芳、歌川芳艶、豊原国周、月岡芳年、2代目歌川広重、3代目歌川広重、楊洲周延、4代目歌川国政らの錦絵、団扇絵などを出版している。また、明治8年（1875年）に新聞錦絵『郵便報知新聞』を創刊している。後に団扇問屋となった。

## 作品
- 歌川国芳 『仮名手本忠臣蔵』 大判3枚続 揃物 嘉永
- 歌川国芳 『松尽 高砂の松』 団扇絵 嘉永3年‐嘉永4年ころ
- 歌川国芳 『三婦久対』 団扇絵
- 歌川国芳 『義士銘々伝』 揃物
- 歌川国芳 『東海道五拾三次人物志』
- 歌川芳艶 『蛮国人物図絵』 大判揃物 文久1年（1861年）
- 豊原国周 『東海道一眼千両』 2代歌川広重と合筆
- 3代目歌川広重 『汐留ヨリ横浜迄鉄道開業御乗初諸人拝礼之図』 大判3枚続 明治5年（1872年）
- 3代目歌川広重 『東京名所』
- 4代目歌川国政 『横浜鉄道蒸気車之図』 大判3枚続 明治6年（1873年）
- 3代目歌川広重 『官許牛角力』 大判2枚続 明治9年
- 月岡芳年 『鹿児島新誌ノ内』 大判3枚続 揃物 明治10年
- 楊洲周延『西郷本営之図』 大判3枚続 明治10年
- 立斎（3代目歌川広重） 『不二詣諸品下山之図』 大判3枚続 明治16年